# Latvijas PSR čempionāts futbolā 1951
L'edizione 1951 del massimo campionato di calcio lettone fu la 7ª come campionato della Repubblica Socialista Sovietica Lettone; il titolo fu vinto dal Sarkanais Metalurgs, giunto al suo quarto titolo.

## Formato
Il campionato era formato da sei squadre che si incontrarono in un girone di sola andata 5 turni; erano assegnati due punti alla vittoria, un punto al pareggio e zero per la sconfitta.

## Classifica finale
|                        | Pos. | Squadra             | Pt | G | V | N | P | GF | GS | DR  |
| ---------------------- | ---- | ------------------- | -- | - | - | - | - | -- | -- | --- |
| RSS Lettone (bandiera) | 1.   | Sarkanais Metalurgs | 9  | 5 | 4 | 1 | 0 | 16 | 2  | +14 |
|                        | 2    | AVN Riga            | 9  | 5 | 4 | 1 | 0 | 8  | 3  | +5  |
|                        | 3    | Vulkans Kuldiga     | 4  | 5 | 2 | 0 | 3 | 2  | 8  | -6  |
|                        | 4    | VEF Riga            | 4  | 5 | 2 | 0 | 3 | 8  | 9  | -1  |
|                        | 5    | Daugava             | 3  | 5 | 1 | 1 | 3 | 3  | 11 | -8  |
|                        | 6    | PAK Chernishov      | 1  | 5 | 0 | 1 | 4 | 1  | 5  | -4  |